# Javier Herguera
Javier Herguera es un pianista español, nacido en Madrid.

## Biografía
Estudia en el Real Conservatorio Superior de Música de Madrid, donde obtiene los títulos superiores de Piano, Música de Cámara e Improvisación bajo la tutela del maestro Fernando Puchol. Tras su graduación estudia durante varios años con los profesores Galina Egyazarova y Ferenc Rados. Becado por diversas entidades públicas, entre las que destacan el Ministerio de Asuntos Exteriores y de Cooperación o la Junta de Comunidades de Castilla-La Mancha, realiza cursos de postgrado en la Ecole Normale de París y en la Academia Ferenc Liszt de Budapest, recibiendo los consejos de Ramzi Yassa y Rita Wagner. También ha recibido clases magistrales de grandes pianistas, entre los que cabe destacar a Joaquin Achúcarro, Brigitte Engerer, Dimitri Bashkirov o Alicia de Larrocha.
Laureado en diversos concursos nacionales e internacionales, comienza pronto una carrera concertística que le lleva a actuar en España, Francia, Alemania, Inglaterra, y Estados Unidos, actuando como solista, solista con orquesta y como miembro de diversas agrupaciones camerísticas en prestigiosas salas de concierto, como el Auditorio Nacional de Música de Madrid, el Palacio de la Música y Congresos de Valencia o el Auditorio Dag Hammaskjöld de las Naciones Unidas en Nueva York. Colabora, así mismo, con los directores Jesús Amigo, Vicente Palop, Miguel Ángel Pastor y Luis Serrano Alarcón, entre otros. Sus actuaciones han sido retransmitidas por RNE (Radio Clásica) y varias cadenas de televisión, y ha colaborado en la grabación de diversos CD y DVD.
De entre su amplio repertorio cabe destacar varios recitales monográficos dedicados a la obra de Mozart, Liszt o Chopin. Su interés por todas las corrientes musicales le ha llevado a interpretar varios recitales de tangos del compositor argentino Astor Piazzolla. Dedica, además, una atención especial a la Música Contemporánea, habiendo estrenado, el 2 de junio de 2016, “Ewig Op. 58” de Alejandro Román, en Berlín.
Involucrado enormemente con la enseñanza musical en España es profesor numerario de piano por oposición desde 1999, realizando desde entonces una importante labor pedagógica en diversos conservatorios españoles, y siendo además invitado con asiduidad a impartir cursos y seminarios por toda la geografía nacional. Ha sido director artístico del Curso Nacional de Música "Ciudad de Parla", y en la actualidad es miembro de la European Piano Teachers Asociation-España, Director artístico de la Fundación Piu Mosso, y Presidente de la Asociación para el Desarrollo Musical en España desde su fundación en 2005.